# دائر الاعمور (الحيمة الخارجية)

تعديل مصدري - تعديل

دائر الاعمور هي إحدى قرى عزلة الاعمور بمديرية الحيمة الخارجية التابعة لمحافظة صنعاء، بلغ تعداد سكانها 215 نسمة حسب تعداد اليمن لعام 2004.